# Marie-Jeanne Parent
Pour les articles homonymes, voir Parent.
Marie-Jeanne Parent est une boxeuse canadienne née le 8 juillet 1995 à Québec.

## Carrière
Marie-Jeanne Parent évolue dans la catégorie des poids welters et remporte la médaille de bronze aux Jeux du Commonwealth de Gold Coast en 2018.